# Universidad Dongguk
Universidad Dongguk es una universidad privada mixta surcoreana.(coreano: 동국대학교, Hanja : 東國大學校) es una universidad privada , mixta, de Corea del Sur, basada fundamentalmente en el budismo . Establecida en 1906 como Escuela Myeongjin (명진학교; 明進學校) por pioneros budistas de la Asociación de Investigación del Budismo (불교연구회; 佛敎硏究會), la universidad obtuvo el estatus universitario completo como Universidad Dongguk en 1953. La universidad sigue siendo una de las pocas universidades afiliadas al budismo en el mundo y es miembro de la Asociación Internacional de Universidades Budistas. 
Situado en una colina cerca de Namsan , el campus de la universidad en Seúl se encuentra en el distrito urbano Jung-gu del centro de Seúl . El animal símbolo de la universidad es un elefante, que surgió del sueño precognitivo de la reina Māyā de Sakya sobre un elefante blanco sobre el nacimiento de Buda , y la flor símbolo es una flor de loto que refleja la verdad budista. 
El campus de la Universidad Dongguk de Seúl está organizado en 127 escuelas de pregrado y posgrado, que inscribieron a 13,701 estudiantes de pregrado y 1,801 estudiantes de posgrado y otorgaron 3,140 títulos de licenciatura, 470 maestrías y 172 doctorados en 2017. [1] [2] Su programa académico integral ofrece 53  pregrado , junto con 59 programas de posgrado. 
La universidad también opera campus en Peckham , Gyeongju y Los Ángeles , Estados Unidos. La universidad opera dos hospitales afiliados de medicina occidental y cuatro de medicina oriental , término genérico que incluye estudios de medicina tradicional coreana .

## Ubicación
Opera campus en Seúl, la ciudad de Gyeongju, provincia de Gyeongsang del Norte, y Los Ángeles, Estados Unidos.

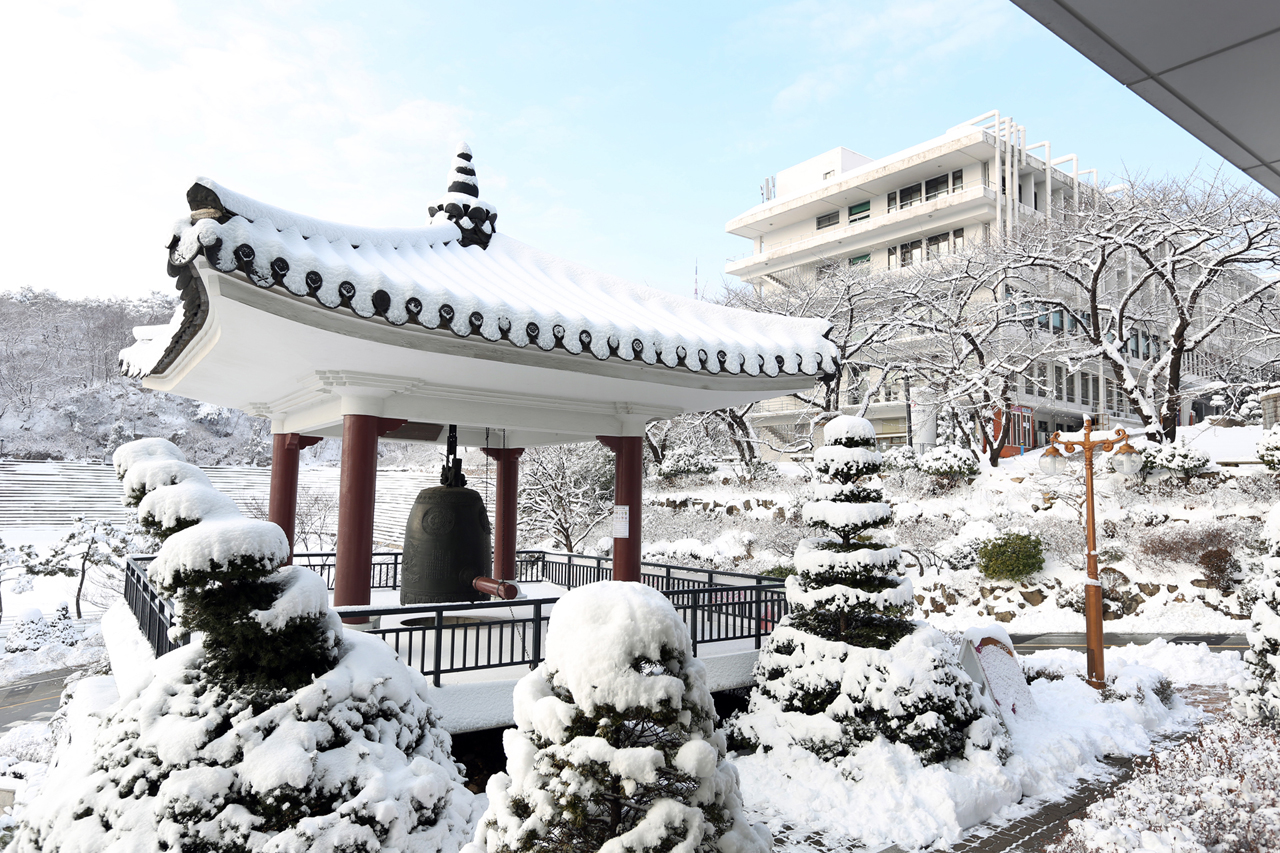
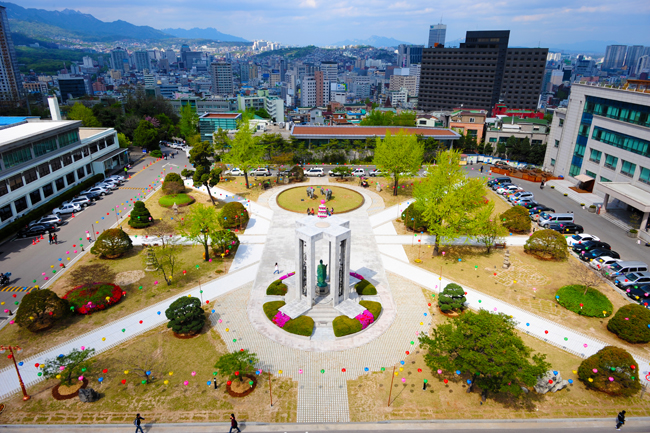
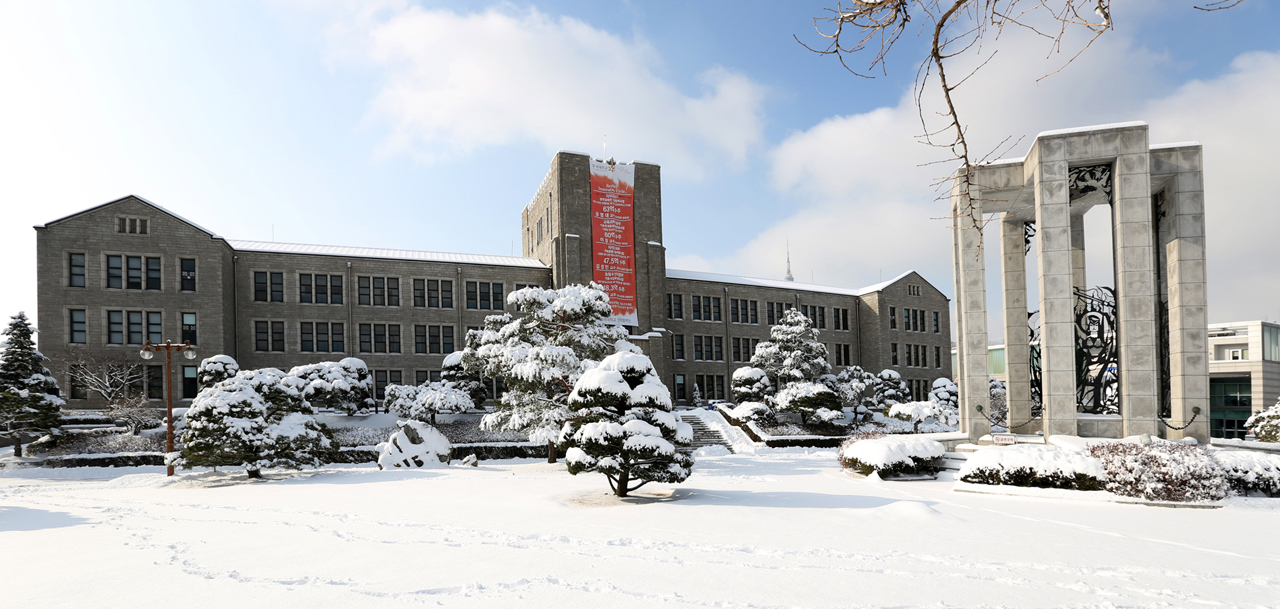

## Historia

### Origen de Universidad Dongguk
La universidad comenzó como Escuela Myeongjin el 8 de mayo de 1906. Fue establecida por la Asociación de Investigación del Budismo para brindar educación budista . 
En 1910, la Escuela Myeongjin pasó a llamarse Escuela Normal Budista (불교사범학교; 佛敎 Escuela de Profesores), y más tarde pasó a llamarse Institución de Educación Superior Budista (불교고등강숙; 佛敎Escuela Superior de Conferencias) en 1914. Se convirtió en la Institución de Educación Central (중앙 ) 학림; Jungang Gakurin) en 1915,  pero fue cerrado por el gobierno de ocupación japonés de 1922 a 1928 por su conexión con el levantamiento de Samil Undong 
En 1928, se permitió la fundación de la Escuela Budista Especializada (불교전수학교; 佛敎專修學学校) después de que los templos budistas de toda la Corea colonial donaran 601.425 yenes y establecieran la Sede Administrativa Central de la Fundación de Budismo Joseon (조선불교중앙교무 원; Consejo Budista Central) en 1924. 
El 30 de mayo de 1944, el Imperio de Japón volvió a cerrar la Escuela Profesional Hyehwa tras la movilización .  Después de la Segunda Guerra Mundial , la escuela fue reabierta el 27 de octubre de 1945 y se amplió a Dongguk College (동국대학; 東國大學) el 20 de septiembre de 1946. 

### Expansion
En 1951, después de la Tercera Batalla de Seúl , la universidad se retiró de Seúl y se llevaron a cabo conferencias provisionales en el distrito de Jung, Busan, hasta que la universidad regresó a su lugar original en septiembre de 1953 después de la guerra de Corea .  Dongguk College fue una de las primeras instituciones en Corea del Sur en obtener el estatus de universidad en el sentido occidental, siendo designada como la actual Universidad Dongguk en 1953. La escuela de posgrado abrió simultáneamente. 
De los años 1950 a los 1980, la universidad experimentó una importante revitalización. La construcción del Salón Myeongjin, que es el edificio más antiguo de la universidad, comenzó en marzo de 1956 y finalizó el 30 de diciembre.  En 1959, se inició el sistema de radiodifusión de la Universidad Dongguk. La universidad se hizo cargo de la escuela primaria Eunseok en 1965, la escuela secundaria media Heunguk en 1966, la escuela secundaria comercial Keumsan y la escuela secundaria media femenina Myeongseong en 1967. [6] La Facultad de Educación se inauguró en 1968 con  cursos , agregando la especialización en Educación Física un año después.  La Escuela de Graduados en Administración Pública se fundó en 1967, y en 1978 se estableció el Campus de Gyeongju , que se inauguró en 1979. También durante la década de 1960 estudiantes de la universidad participaron en los levantamientos democráticos de Corea del Sur , que provocaron la muerte de estudiantes de la universidad. Los estudiantes participaron en la Revolución de Abril contra el gobierno autocrático en 1960 y en la Resistencia del 3 de junio en oposición a la negociación del Tratado sobre Relaciones Básicas entre Japón y la República de Corea en 1964.
En 1982, la universidad experimentó una reforma académica que dividió la Facultad de Ciencias y Artes Liberales en la Facultad de Artes y la Facultad de Ciencias Naturales.  En 1983, la universidad abrió el Hospital de Medicina Oriental de Gyeongju adjunto a la Facultad de Medicina Coreana, y abrió el Hospital Pohang y el Centro Médico de la Universidad Dongguk en 1988. [6] En 1989, la universidad abrió el Hospital de Medicina  Dongguk y abrió el Hospital Adjunto de Gyeongju. a la Facultad de Medicina en 1991.  En 1997 la universidad llegó a un acuerdo con la Royal University of America, que era la institución educativa ubicada en Los Ángeles . El 5 de marzo de 2009, la Royal University of America se fusionó con la Universidad Dongguk, convirtiéndose finalmente en la Universidad Dongguk de Los Ángeles.

### Era Moderna
En 2008, la universidad demandó a la Universidad de Yale por 50 millones de dólares por un escándalo nacional relacionado con el entonces profesor asistente Shin Jeong-ah , que se denominó "Shingate".  En julio de 2007, cuando la Universidad Dongguk envió una carta certificada a la Universidad de Yale para verificar si su título de doctorado es falso, Yale envió una respuesta diciendo que su título es una falsificación y que nunca estuvo matriculada en Yale .  La Universidad Dongguk afirmó que cuando la universidad estaba contratando a Shin Jeong-ah como profesor asistente de la Escuela de Graduados en Cultura y Artes en septiembre de 2005, la universidad había recibido una respuesta deYale que su doctorado es auténtico.  En julio de 2007, Yale sostuvo que la afirmación de la Universidad Dongguk no es cierta y que Yale no había recibido ninguna carta oficial de la Universidad Dongguk, pero más tarde se reveló que Yale había recibido la carta certificada de la Universidad Dongguk.  El 27 de diciembre, la Universidad Dongguk celebró una conferencia de prensa y anunció que Yale había admitido que Yale había confirmado la autenticidad de su título y había expresado su pesar por el caso.  El 1 de febrero de 2008, Yale envió una carta oficial de disculpa a la Universidad Dongguk bajo el nombre deRick Levin , entonces presidente de Yale .  La Universidad Dongguk afirmó que las acciones de Yale habían dañado la reputación de la universidad y demandó a Yale por 50 millones de dólares .  La Universidad Dongguk dijo que perdió millones en contribuciones y la oportunidad de construir una nueva facultad de derecho, pero la demanda finalmente concluyó con la inocencia de Yale sobre el escándalo.  Después de la demanda, Yale demandó a la Universidad Dongguk por el costo del litigio, y el 2 de diciembre de 2014, el Tribunal del Distrito Central de Seúl ordenó a la Universidad Dongguk pagar 297.000 dólares .
En 2010, la universidad intentó hacerse cargo de la Universidad Kyonggi por una cantidad de alrededor de 150 mil millones de wones , pero la junta directiva provisional de la Universidad Kyonggi rechazó la oferta de la Universidad Dongguk.  En 2012, Dongguk Business School fue acreditada por AACSB . En 2014, el rey Willem-Alexander y la reina Máxima de los Países Bajos visitaron la universidad durante la visita de estado a Corea del Sur y asistieron a un seminario celebrado en Jeonggakwon, el templo budista coreano en la universidad. 
La Universidad Dongguk celebró el 111.° aniversario de su fundación en 2017 y anunció un nuevo lema: Amor, Compasión, Esfuerzo (Sabiduría, Compasión, Esfuerzo). 자애, 도세 (攝 Mantener la mente limpia, comportarse de manera verdadera y confiable, amar a las personas con benevolencia). , Salvar a la humanidad de la agonía).

## Información
Opera dos hospitales afiliados de la medicina occidental, y cuatro de la medicina oriental, un término genérico que incluye los estudios de Medicina Coreana Tradicional.

## Estados Unidos Campus
Dongguk University - Koreatown, Los Ángeles.